# Micheil Korkia
Micheil Korkia (gruz. მიხეილ ქორქია, ros. Михаил Шотаевич Коркия, Michaił Szotajewicz Korkija; ur. 10 września 1948 w Kutaisi, zm. 7 lutego 2004 w Tbilisi) – gruziński koszykarz, zawodnik Dynamo Tbilisi, reprezentant ZSRR. Uczestnik i złoty medalista letnich igrzysk olimpijskich w Monachium i brązowy medalista letnich igrzysk olimpijskich w Montrealu.